# Enantiogonus fragilis
Enantiogonus fragilis är en mångfotingart som beskrevs av Loomis 1961. Enantiogonus fragilis ingår i släktet Enantiogonus och familjen Fuhrmannodesmidae. Inga underarter finns listade i Catalogue of Life.